# Endosymbiontteorin

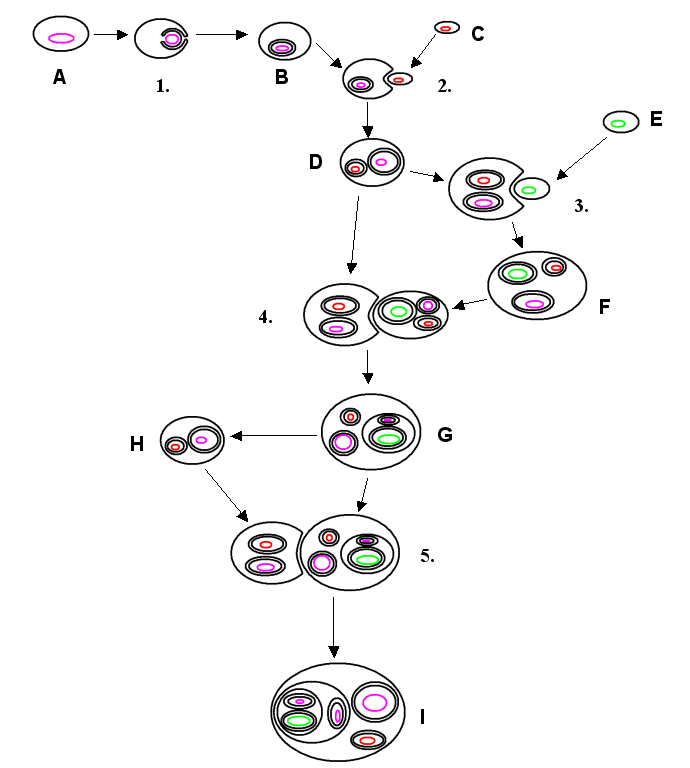
Schematisk skiss av hur eukaryota celler har uppkommit enligt endosymbiontteorin.

Endosymbiontteorin är den idag dominerande teorin om hur uppkomsten av eukaryota celler har gått till. Teorin går ut på att mitokondrier och plastider (till exempel kloroplaster) en gång i tiden var frilevande prokaryoter (bakterier) som upptogs av andra prokaryoter och utvecklat ett liv i symbios. Det endosymbiontiska samarbetet mellan prokaryoterna har lett till utvecklingen av dagens eukaryota organismer.

## Bakgrund
Livet på jorden uppstod för ungefär 3,7 miljarder år sedan  och till för cirka 2 miljarder år sedan var vår atmosfär syrefri. En förutsättning för de första levande organismerna var därför att de kunde leva utan tillgång till syre, så kallade anaeroba organismer. Men för cirka 2 miljarder år sedan hände något som gjorde att syrehalten i hav och atmosfär steg. Det var i samband med syreökningen på jorden som den eukaryota organismen uppstod. Det här är en händelse av stor betydelse då uppkomsten av eukaryoter till mycket stor del har påverkat hur livet på jorden utvecklats sedan dess. Endosymbiontteorin som myntades av Konstantin Mereschkowski (1905) och Ivan Wallin (1923) ignorerades först men blev allmänt accepterad flera årtionden senare när den amerikanska biologen Lynn Margulis utförde mikrobiologiska studier som innebar att hon mer utförligt kunde förklara och även utveckla teorin till den moderna endosymbiontteorin (1966)

## Upptäckten av cytoplasmatiskt DNA
I eukaryota celler finns den största delen DNA i cellkärnan, men även mitokondrier och plastider (i växtceller och algceller) bär på en liten del viktiga gener för cellen, så kallat cytoplasmatiskt DNA. Man har upptäckt detta när man funnit att gener för vissa egenskaper inte nedärvs enligt de mendelianska nedärvningsreglerna, det vill säga att hälften av generna ska komma från modern och hälften från fadern. Istället har man sett att generna nedärvs direkt från modern till avkomman och att fadern inte bidrar med några gener alls. Den stora skillnaden mellan honans ägg och hanens spermier är att ägg till stor del består av cytoplasma medan spermierna nästan helt saknar denna. Detta tydde på att det skulle finnas arvsanlag i cytoplasman som alltså endast kan nedärvas från modern. Genom genetiska metoder undersökte man mitokondrier och kloroplaster och fann då att dessa organeller bär på eget DNA. Man har hittat de gener som styr mitokondriernas respektive kloroplasternas huvudfunktioner, det vill säga gener som styr processerna respiration och fotosyntes. Man har även funnit att cytoplasmatiskt DNA innehåller gener för egna DNA-polymeras och RNA-polymeras, tRNA, rRNA och ribosomala proteiner. Det innebär att dessa organeller bär på en komplett uppsättning gener som behövs för grundläggande genetiska mekanismer. Vid jämförelse med cellkärnans respektive bakteriers motsvarande gener är de cytoplasmatiska generna mycket mer lika bakteriernas. Även organisationen av DNA i organellerna är mer lik den hos bakterier än i cellkärnan. Den här upptäckten ledde till teorin om hur eukaryota celler kan ha uppstått 

## Eukaryoternas uppkomst och utveckling
Flertalet levande organismer var för 2 miljarder år sedan fortfarande anaeroba bakterier men det fanns också de som hade utvecklat förmågan till fotosyntes och respiration. I takt med att atmosfären och haven syresattes så kan det därför ha blivit fördelaktigt för de anaeroba bakterierna att ta upp bakterier som utvecklat denna förmåga.
Det endosymbiotiska levnadssättet kan ha startat med att en proto-eukaryot värdcell utvecklats till en primitiv fagocyt, det vill säga en cell som kan sluka stora födopartiklar från sin omgivning. Det är troligt att detta har skett i en miljö där värdcellen inte längre behövt den tjocka cellväggen som prokaryoter har. Istället har proto-eukaryoten utvecklat ett cytoskelett för upprätthållning av cellen och ett plasmamembran som varit flexibelt nog att möjliggöra endocytos av stora födopartiklar. Det innebär att födopartiklarna omsluts av cellmembranet som knoppas av inne i cellen och bildar så kallade vakuoler. Dessa näringsvakuoler smälter samman med cellens lysosomer (membranbundna vesiklar innehållande nedbrytande enzymer) som hjälper till vid nedbrytning av födan. De delar av cellmembranet som förts in i cellen på detta sätt har gradvis utvecklats till ett intracellulärt membransystem som har kommit att omsluta många av eukaryota cellers organeller. Ett exempel är cellkärnan vars DNA tidigare fäste i två ändar i cellväggen. När cellväggen försvann omformades DNA till kromosomer som kunde omslutas av ett kärnmembran.

### Möjliga scenarier för uppkomst av endosymbios
Det finns flera hypoteser för exakt hur utvecklingen av endosymbios har gått till. Här beskrivs två möjliga scenarier.
- Samarbete mellan organismerna har inletts genom att den proto-eukaryota organismen utvecklats till en predator som fagocyterar mindre bakterier. Matsmältningseffektiviteten hos proto-eukaryoter var av varierande grad och det kunde ta lång tid från det att bakterien fagocyterades tills nedbrytningen skedde. Under den tiden var det vissa bakterier som försåg sin värdcell med för den värdefulla molekyler. Molekylerna var en biprodukt från bakteriens egna metabolism. En del värdceller försåg de fagocyterade bakterierna med biprodukter från sin metabolism och fick på det sättet ännu mera användbara molekyler från bakteriernas biprodukter. Ett samarbete har uppkommit. Om värdcellen och den intagna bakterien hade lika lång generationstid kunde så kunde en lyckad celldelning leda till att värdcellens dotterceller fick med sig symbiotiska bakterier. Selektionstrycket gynnade proto-eukaryoter som istället för att bryta ned bakterierna inledde detta symbiotiska levnadssätt.
- Bakterier och proto-eukaryoter har inlett ett mutualistiskt samarbete när de fortfarande lever sida vid sida om varandra. Båda organismerna producerar metaboliska biprodukter som är användbara för den andra. Det här samarbetet fungerar bra när det handlar om endast två organismer. Vid reproduktion behöver de nya cellerna andra platser att leva på och eftersom de utvecklat detta samarbete behöver reproduktionen hos organismerna samordnas så att alla dotterceller behåller förbindelser till sin partners dotterceller. Det enklaste sättet att bibehålla den förbindelsen är om den ena parten uppslukar den andra.

### Mitokondriernas och kloroplasternas ursprung
Föregångaren till mitokondrier; α proteobakterier och föregångaren till kloroplaster; cyanobakterier är exempel på aeroba organismer som tidigt utvecklade förmågan att kunna fotosyntetisera och respirera. När de anaeroba proto-eukaryoterna vid den här tiden utsattes för en mer syrerik miljö tog de hjälp av bakterierna genom att fagocytera dessa och då kunna utnyttja deras aeroba egenskaper för att själva överleva i den syresatta miljön. Den mitokondriella föregångaren verkar ha uppkommit och utvecklat sin fotosyntetiserande förmåga innan syrehalten i atmosfären och haven nått betydande nivåer. Denna kunde därför endast fotosyntetisera i syrefria eller syrefattiga miljöer. Eftersom eukaryoterna som bar på α proteobakterier bredde ut sig i miljöer där syrehalten ökade så fanns det inte längre någon anledning att bära på ett system som inte längre hade någon funktion och som dessutom var mycket energikrävande att bära på. Därmed förlorade α proteobakterierna förmågan att kunna fotosyntetisera. Cyanobakterierna däremot kunde fotosyntetisera även i den nya, syrerika miljön. Cyanobakterier som fagocyterades av proto-eukaryoter, som sedan tidigare även innehöll primitiva mitokondrier som specialiserats på respirationen, har sedan de blivit integrerade i sina värdceller inte haft någon användning för sina respirationsmekanismer. Utgången blev att dessa mekanismer försvann och de primitiva kloroplasterna kunde koncentrera sig enbart på sin fotosyntes.

### Endosymbiontisk genöverföring
De flesta gener som kodar för proteiner verksamma i mitokondrier och kloroplaster finns idag i cellkärnan. Det tyder på att en genöverföring från organellerna till cellkärnan har skett under eukaryoternas utveckling, så kallade endosymbiontisk genöverföring. Man har hittat bevis i kärn-DNA när man sekvenserat fram uppenbara rester från mitokondriella och kloroplastiska genom. Man har även kunnat observera att endosymbiontisk genöverföring sker i en del organismer än idag, till exempel en tobaksplanta där man har sett genöverföring från kloroplast till cellkärna. Vad finns det för fördelar med att föra över gener från organeller till cellkärna? Organeller som finns i flera kopior innehåller lika många gener av samma uppsättning, hundratals upp till tusentals stycken. Nukleära gener finns i två uppsättningar. Att ha överfört många gener till cellkärnan innebär en fördel vid mitosen (celldelningen) eftersom dessa gener då bara behöver replikeras en gång, det vill säga det görs endast en kopia. På det sättet sparar cellen både tid och material. Ytterligare fördelar är att cellkärnan på det här sättet kan kontrollera hastigheten i vilken organellerna delar sig och undvika många av de genomkonflikter som kan uppstå mellan framförallt mitokondriellt DNA och kärn-DNA.
Varför finns vissa gener kvar i organellerna? Anledningen att mitokondrier och kloroplaster fortfarande bär på en del gener är att organellernas funktion i cellen orsakar produktion av syreradikaler. Syreradikaler är kraftigt reaktiva och mutagena molekyler och för att minimera produktionen av dessa krävs ett starkt kontrollerat uttryck av gener som kodar för komponenter inblandade i elektrontransportkedjan där molekylerna oskadliggörs. Att dessa gener finns i mitokondrierna och kloroplasterna gör att systemet blir mer effektivt.